# Bait-ul-Futuh
De Bait ul-Futuh (Huis van de Overwinning) is een moskee van de Ahmadiyya Moslim Gemeenschap in de stadswijk Morden (district Merton) in Londen, Verenigd Koninkrijk en de grootste moskee van de gemeenschap buiten Pakistan. Het is tevens de grootste moskee van West-Europa. De bouw ervan duurde zo'n vijf jaar en op 3 oktober 2003 werd de moskee geopend.
De moskee kan in drie gebedsruimten zo'n 10.000 gelovigen ontvangen, in de grootste zaal kunnen 4500 gelovigen plaatsnemen.